# Sven-Pelle Pettersson
Sven Pettersson (Stockholm, 5 december 1911 – Huddinge, 6 januari 2000) was een Zweeds waterpolospeler.
Sven-Pelle Pettersson nam tweemaal deel aan de Olympische Spelen; in 1928 en 1936. In 1928 deed hij mee aan de 100 meter vrije slag maar werd uitgeschakeld in de eerste ronde. Als lid van het 4x200 meter vrije slag team, werd hij vijfde. In 1936 maakte hij deel uit van het Zweedse waterpoloteam dat als zevende eindigde. Hij speelde drie wedstrijden. Als lid van het 4x200 meter vrije slag team, werd hij achtste.
Göte Andersson · 
Bertil Berg · 
Erik Holm · 
Tore Lindzén · 
Tore Ljungqvist · 
Åke Nauman · 
Gösta Persson · 
Sven-Pelle Pettersson · 
Runar Sandström · 
Georg Svensson